# 鶴ちゃんのプッツン5
『鶴ちゃんのプッツン5』（つるちゃんのプッツンファイブ）は、一部日本テレビ系列局で放送されていた日本テレビ製作のバラエティ番組である。製作局の日本テレビでは1986年10月4日から1992年9月26日まで放送。

## 概要
土曜夕方に放送されていた番組で、当時日曜昼の『鶴太郎のテレもんじゃ』→『鶴太郎の危険なテレビ』にも出演していた片岡鶴太郎が司会を務めていた。基本的には生放送であったが、一部の回は録画で、最終回も録画だった。生放送時には、冒頭に必ず日付と「LIVE FROM NTV」（日本テレビから生放送）のテロップが入っていたので見分けが付いた。通常は日本テレビ北本館のKスタジオを使用していたが、諸事情でGスタジオを使用した場合もあった。
日本テレビでは当初は17:10（17:00からの10分間は『読売新聞ニュース』を放送） - 18:25の75分枠で放送されていたが、1989年10月に『NNNニュースプラス1』が30分繰り上がったために17:10 - 18:00の50分枠に縮小。18:30からの30分枠には『三井不動産アニメワールド』が入った。
ローカルセールス枠の番組であるため、系列局であってもこの番組を放送しない局がいくつか存在した。例として、同時間帯に『いきなりBAN・BANのっTV』（17:10 - 18:00）と『お笑いマンガ道場』（18:00 - 18:30、1989年10月以降は枠移動）を放送していた福島中央テレビ、『JanJanサタデー』（17:10 - 18:00）と『お笑いマンガ道場』（18:00 - 18:30）を放送していた静岡第一テレビ、17:00から『5時SATマガジン』と『お笑いマンガ道場』を放送していた中京テレビ、18:00から『シティーハンター』などを放送していた読売テレビ、18:00から『広島土曜ジャーナル』を放送していた広島テレビなどがある。一方、放送期間中に開局したテレビ金沢・長崎国際テレビでも、サービス放送開始時からこの番組を番販放送していた。
鶴太郎自身、17時台の生放送番組の司会はフジテレビ系列の『夕やけニャンニャン』初代総合司会卒業以来1年ぶりとなる。

## 出演者

### 司会
- 片岡鶴太郎

### レギュラー
- 岡本太郎
- チャック・ウィルソン
- おきゃんぴー
- 芳本美代子
- 石田ひかり
- 西田ひかる - 石田ひかりと名前が似ていることもあり、番組内では「ルー」「リー」と愛称で呼ばれた。
- 奥山佳恵
- 中村綾（ミッチョンズ）
- 伊林祐加（ミッチョンズ）
- 岡崎ゆきえ（ミッチョンズ）
- 笑福亭笑瓶 - この番組で東京進出を果たした。
- 渡嘉敷勝男
- 塚田恵理子
- プリティ長嶋（片岡馨）
- 風見しんご
- 山羊智詞
- 爆笑問題
- あがりた亜紀（現・揚田亜紀）
- 幕末塾
- 彦麻呂（幕末塾解散後）
- デンジャラス
- 小森のおばちゃま
- 小倉淳（当時日本テレビアナウンサー）
- 大川興業
- キャロル久末
- クリス・ペプラー
- 小林のり一
- 久本雅美
- 早坂好恵
- セイントフォー
- Dr.Tommy（PNNニュース内での「HIPHOP天気予報」）
- ほか

## 主なコーナー

### PNN（プッツンニュースネットワーク）
CNNのパロディニュース。キャスターを務めていたのは塚田恵理子で、鶴太郎も「田畑実」（でんぱた みのる）の名で登場していた。
創作したニュースを毎週報道し、あくまで架空のニュースであることを分かりやすくさせるための工夫として、江東区を“えとう区”、世田谷区を“せただに区”と読むなどしていたが、視聴者から地名の読み間違いを指摘する電話が多かったため、字幕スーパー上でもひらがなで“えとう区”などと表記して、架空のものであることを強調した。
西田ひかるがアシスタントを務めていた時期の後半では、このコーナーを終了させ、新たに「P-WAVE」というコーナーを開始（内容はその時点での流行りものを、DJに扮した西田が紹介していた）。コーナー名は当時西田がパーソナリティを務めていたFMラジオ局「J-WAVE」の名称をもじったパロディコーナーである。

### 腕柔道選手権
3人1組または5人1組のチームが腕相撲で競う勝ち抜き制のトーナメント。レフェリーのチャック・ウィルソンが柔道家のため、柔道の団体戦（礼に始まり、礼に終わる）方式で進行。男子の出場者は全員白の短パン、女子の出場者は全員ミニスカート姿になり、利き腕に柔道着を装着して参加していた。
勝負は、先鋒⇒次鋒⇒中堅⇒副将⇒大将（3名の時には先鋒⇒中堅⇒大将）の順で戦い、勝者の多いチームが勝利。

### クイズ!大頭脳!!
3人1組の2チームで対戦する山手線ゲーム形式のクイズ。通常は勝ち抜き制の学校対抗戦で、高校生の出場がほとんどだったが、大学生が出場することもまれにあった。
出場者は、チーム互い違いにブースに入る。通常は勝ち抜き組は赤シャツで、チャレンジャーは白シャツで登場する（1990年7月7日の放送では七夕とあって、女子高生の2チームが浴衣で登場した）。そして出された1問多答クイズに、画面向かって左から答えていく。すぐに答えられなかったり、違うジャンルの答えを言ったり、解答が不十分だったり、同じ答えを言ったりした人は失格・退場（脱落）となり、頭上にある水風船が割れる。（そのためシャツの下に水着を着ている女子高生も多く見られていた。）これを繰り返し、最後まで残った人のいたチームが勝利。展開によってはストレートで決着することもあった。
出題・天の声役は木原実が務めていたが、難波圭一が担当したこともある。また、久本雅美卒業後は西田ひかるが進行役となった。

### おきゃんぴーのおNEW!（初期のタイトル）
タイアッププレゼントのコーナーで、企業が直接売り込みに来ていた。
当初は電話帳で無作為に選んだ番号に電話をかけ、電話に出たならプレゼントをし、出ない場合にはキャリーオーバーとしていたが、この方式での進行はほどなくして終了。以後は視聴者から事前にはがきで応募を募り、毎回その場で抽選する方式で行われていた。

### クイズ! プッツンウォッチング → クイズ! プッツンクエスチョン
小林のり一がコーナー司会を務めていたクイズコーナー。笑福亭笑瓶が取材してきたVTRを中心とした出題に出演者やゲストが答える。このコーナーで笑福亭笑瓶がウィッキーさん（アントン・ウィッキー、『ズームイン!!朝!』の1コーナー「Wickyさんのワンポイント英会話」担当）の扮装と物まねで毎回コミカルにリポートをしていたが、回を重ねるごとに評判を呼び、他番組でもこの物まねが彼の定番芸となっていく。

### 南南西に進路をとれ
大川興業のタレントたちが札幌市時計台を出発し、東京都の日本テレビ社屋を目指していた冬季1クール限定のコーナー。
メンバーは、障害物があってもひたすら南南西に向かって直進せねばならなかった。厳寒の恐山、十和田湖などを進むうちにメンバーが脱落していき、埼玉県川越市に到着した時点では大川豊総裁を含む3人だけが残っていた。最後には大川総裁が気球に乗り、一気に日本テレビまで到達した。

### 愛の劇場 → ルーとリーの愛の土曜劇場
ミニドラマコーナー。石田ひかり、西田ひかるがヒロインを務め、主に幕末塾のメンバーが共演した。

## 放送局
- 日本テレビ（制作局）
- 札幌テレビ（途中打ち切り）：土曜 17:35 - 18:30（1989年4月8日 - 7月8日） → 土曜 17:10 - 18:30（1989年7月15日 - 9月30日）[注釈 1][1]
- 西日本放送（自社制作番組放送のために非ネットだった時期あり。その時期は不明）

## 補足
- 1988年9月24日の放送は、昭和天皇の病状悪化に伴う報道特別番組が急遽編成されたために放送中止になった。またこれ以後、昭和天皇の病状推移を見つつ「バラエティ番組の放送自粛」という流れが起こり、同年内には他にも数回放送休止にされているほか、1989年1月7日は昭和天皇崩御に伴う特別編成で、この番組も含めて報道系以外のすべての番組が同日および翌日に放送休止となった。
- この他にも、スポーツ中継の延長などによって放送時間の短縮または休止になる回もあった（例として1986年の日本シリーズ・広島×西武第1戦など）。
- 最終回では、鶴太郎が「バラエティでのレギュラー司会は最後になるかと思います」と言い残し、事実、その後は俳優業をメインに活動するようになった。